# フェイロン
フェイロン（Fēi Lóng, 飛龍）は、カプコンの対戦型格闘ゲーム『ストリートファイター』シリーズに登場する架空の人物。

## キャラクターの設定
『スーパーストリートファイターII』（以下『スパII』と表記）で追加された4人のキャラクターの内の1人で、香港出身のカンフー使い。一人称は「俺」。6歳の頃からカンフーの道を志し、その腕前を活かしてアクション映画俳優としてデビューした。順調にスターとして成長していくが、ある日世界格闘選手権の開催を知り、技と演技力を磨くために大会に出場する。
『ストリートファイターII』（以下『ストII』）シリーズのエンディングでは演技ではなく闘いに本分を見いだし、新作出演の依頼も断って映画界を離れた。そして20年後、フェイロンが創始した「飛天流カンフー」が世界中に300万人もの弟子を抱える一大流派に成長した様子が見られる。
時代設定が『ストII』シリーズより過去となる『ストリートファイターZERO3』（以下『ZERO3』）では、まだ駆け出しの俳優として登場している。自らを鍛え上げるために世界を駆けめぐり、その活躍を元にした映画が大ヒットしたことで一躍スターへの道を歩み始めることになる。『ZERO3↑↑』におけるユンのストーリーでは、フェイロンとディージェイが一緒に仕事をしたことがあり、親友同士であるとされた。
『ストリートファイターIV』（以下『ストIV』）の家庭用移植版では条件を満たすと使用可能になる追加キャラクターに選ばれており、『スーパーストリートファイターIV』（以下『スパIV』）では最初から使用可能。『ストIV』シリーズの時代設定は『ストII』シリーズから約3年後に当たり、『ストII』シリーズのエンディングでは映画界から離れたように描かれていたが、本作では再び映画俳優として活躍している。『ストIV』シリーズの黒幕であるS.I.N.社のセスはフェイロンの影響力を危険視している。
ゲームボーイアドバンス作品『スーパーストリートファイターIIX リバイバル』でのエンディングは「闘いに本分を見いだして映画界を離れた後は行方知れずになり、フェイロンは伝説の映画スターとなった」という展開に変更されている。
『ウルトラストリートファイターII』のエンディングは、インタビューの際に「ファンの人たちには申し訳ないのですが、今は映画俳優より武道家として人生を歩みたいので映画界を引退します」と発言して、一年後に道場を経営している展開になっている。
『スパII』企画当初は弁髪のモンゴル人で、キャラクターグラフィックやモンゴル風ステージも作られていたが結局変更になり、この没キャラクターがディージェイの原型になった。

## 人物
自他共に認める熱血漢で無鉄砲、思い込みが激しく直情的な性格。感動屋でもあり、涙脆い。ヌンチャクの使い手だが、ゲーム中は素手で闘う。要点のみをはっきり言うため、勝利後の台詞は他のキャラクターより短いものが多い。
『ZERO3』では所属する芸能事務所がシャドルーの麻薬取引の場になっており、本人も知らない間に「麻薬取引に絡んでいる」という噂を流されたことがある（実際にフェイロンは関与していない）。ユンはその噂を聞きつけてフェイロンを追うが、後に疑惑が晴れ、対シャドルー共同戦線を張った両者の間に友情が芽生えた。
『ストIV』シリーズでは自身が出演する映画「街頭覇王2」の撮影スタッフが何者かの襲撃に遭い、脚本にも変更が加えられるという圧力を受けたため、犯人を成敗すべく自ら調査に乗り出す。その際に自分のファンである青年アベルや武道家としても名のあるフェイロンを倒して名を上げようとする空手少女まことに戦いを挑まれている。

## ゲーム上の特徴
フェイロンは歩行・ジャンプとも素早く、男性キャラクターとしては小柄だが攻撃力も高めに設定されていることが多い。比較的操作にクセが少なく、上昇型の対空技や空中を突進する蹴り技などリュウやケンに似た性能の必殺技を持つが、必殺技のコマンドはやや特殊なものになっている。
連続入力式の必殺技「烈火拳」に象徴される、優れたラッシュ性能と攻撃力で一気に勝負を決めるタイプのキャラクター。判定の強い遠距離立ち強パンチ、しゃがみ強パンチなどの通常技と、反撃を受けづらい「烈火拳」を駆使して、始終ペースを握り一方的に相手を攻めきることができる。遠距離立ち強キックや「熾炎脚」をはじめ、コンボパーツとしても使える近距離立ち強パンチなど、対空に使用できる技も持つ。機動力と攻撃性能の高さで近距離では強さを発揮するが、自身は飛び道具技を持たないため、飛び道具と対空技を併せ持つ相手には苦戦することも多い。
『スーパーストリートファイターIIX』（以下『スパIIX』）では、使いやすく強力だった斜めジャンプ大キックが削除されたが、相手の飛び道具を越えられる軌道で空中から飛び掛かる蹴り技「烈空脚」の追加（技グラフィックは前述の斜めジャンプ大キックが一部流用されている）でラッシュをかけやすくなった。そのほか、特殊技の「直下落踵」が中段判定（しゃがみガード不可）技となり、地上戦も強化されている。スーパーコンボの「烈火真拳」も、長い無敵時間を利用して敵の攻撃をかわしつつ懐に飛び込んだり、必殺技の「烈火拳」に代えて連続技に組み込むなど有効な使い方が可能。

## 技の解説

### 通常技
作品によって若干差異はあるが、ここでは『ストII』シリーズでの技名称を掲載。
| 操作     | 立ち（近距離）             | 立ち（遠距離）           | しゃがみ                   | 垂直ジャンプ           | 斜めジャンプ                                           |
| -------- | -------------------------- | ------------------------ | -------------------------- | ---------------------- | ------------------------------------------------------ |
| 弱パンチ | 蛇頭突（ジャトウトツ）     | 裏掌（リーショウ）       | 烈刃肘（レツジンチュウ）   | 空裂刀（クウレツトウ） | 落襲掌（ラクシュウショウ）                             |
| 中パンチ | 裏拳（リーケン）           | 喉手刀（コウシュトウ）   | 追刃拳（ツイジンケン）     | 空裂刀（クウレツトウ） | 落襲掌（ラクシュウショウ） / 鉄槌落（テツツイラク）(※) |
| 強パンチ | 力叫拳（リーサイケン）     | 腹手刀（フクシュトウ）   | 龍吼掌（リュウコショウ）   | 鉄槌落（テツツイラク） | 二鷹爪（ニヨウソウ）                                   |
| 弱キック | 突膝起（トツシツキ）       | 功夫蹴（クンフーシュウ） | 打膝蹴（ダシツシュウ）     | 空舞膝（クウブヒツ）   | 落襲膝（ラクシュウヒツ）                               |
| 中キック | 跳踵撃（チョウショウゲキ） | 功夫蹴（クンフーシュウ） | 掃脚蹴（ソウキャクシュウ） | 空舞蹴（クウブシュウ） | 落踵踏（ラクショウトウ）                               |
| 強キック | 長刀掃（チョウトウソウ）   | 功夫脚（クンフーキャク） | 廻斬蹴（カイザンシュウ）   | 飛槍脚（ヒソウキャク） | 風迅脚（フウジンキャク）                               |

※『スーパーストリートファイターIIX』および『ハイパーストリートファイターII』でのSUPERX仕様のみ

### 投げ技
岩塊抱（がんかいほう）
相手をすばやく担ぎ上げて前方へ投げ飛ばす。『ストII』シリーズでのみ使用する。
襲首刈（しゅうしゅがい）
相手の首元を掴み、自分の体を大車輪のように回転させる勢いで前方に投げ飛ばす。
襲首落（しゅうしゅらく）
「襲首刈」の空中版。『スパIIX』で追加され、『ZERO3』でも使用する。
正中連点撃（せいちゅうれんてんげき）
相手を掴んで、手刀を打ち込む。『ZERO3』でのみ使用する。
天昇頭砕脚（てんしょうとうさいきゃく）
自分の背後に蹴り倒す。『ストIV』シリーズで使用する。

### 特殊技
直下落踵（ちょっからくしょう）
その場で小さく飛び上がり踵落としを出す。全体のモーションが長い欠点はあるが、やや離れた間合いから相手が出した足払いを回避しつつ攻撃することも可能。『スパIIX』では中段属性がついた。
遠撃蹴（えんげきしゅう）
前方へ踏み込みながら上段蹴りを出す。相手との間合いが近ければ2ヒットする。発生は遅いが技後のスキが少ないため、固め技に使う方法もある。気絶値も高く、ヒットすれば直後に目押しで強攻撃（しゃがみ強パンチなど）を加えることで相手を気絶させることも可能。

### 必殺技
烈火拳（れっかけん）
前方に踏み込みつつ拳を叩き込む。フェイロンの場合は、追加入力によって連続して技が出るのが特徴。
コマンドを入力すると1段目の上段突きが発生し、その発生中に同じコマンドを続けて入力することで2段目のボディブローが出る。同様にして3段目の裏拳まで連続入力できる。連続技に組み込むほか、1段目をガードされても2段目以降をタイミングをずらして出すなどのフェイントも可能。弱・中・強で移動距離が異なる。3段目まで出し切ると拳を震わせるポーズを取るため、その間は無防備な状態になってしまう。『ストIV』のEX版では拳に炎を纏う。
『ウルトラストリートファイターIV』（以下『ウルIV』と表記）オメガエディションのEX版は、3発それぞれにEXゲージを1ブロック消費することで炎を纏うようになる。3発の途中でEXゲージがなくなると炎を纏わなくなり、威力も大幅に下がる。3発ともEX版で出し切るとゲージを3ブロックも使うことになるが、そのぶん全段ヒットさせると大ダメージを与えることができる。
熾炎脚（しえんきゃく）
炎をまとった蹴りを放ちつつ、螺旋状に回転して垂直上昇する。出がかりに短いながらも無敵時間が存在し、対地・対空の返し技としても使える。「昇龍拳」に似たタイプの技だが、コマンドは「昇龍拳」と左右逆に入力する。登場当初は珍しいコマンドであったが、後ろ向きにレバーを入力するため必殺技の発動に失敗しても相手の攻撃をガードしやすい。
烈空脚（れっくうきゃく）
『スパIIX』で追加された技。前方長距離を移動しつつ、空中で3発の連続蹴りを繰り出す。コマンドはレバー半回転に加え斜め上方向への入力も必要となっているが、ガードされても反撃されにくく発動時に無敵時間も存在する強力な技である。『ZERO3』ではZ-ISM以外で使用可能。
元々の動きは『スパII』の斜めジャンプ強キックで、両脚を振り回しながら連続で蹴るものだったが、『ストIV』では片脚を突き出した飛び蹴りから空中で一回転してかかと落としを見舞う動作に変更された。
『ウルIV』オメガエディションでは弱で空中一回転→踵落とし、中で空中一回転→踵落とし→蹴り上げ、強で飛び蹴り→空中一回転→踵落としの動きになった。
転身（てんしん）
『ストIV』で追加されたコマンド投げ技。この技単体ではダメージを与えることはできない。
相手の片足を払い、前のめりになった相手の背中を乗り越えて反対側に移動する。
竜王撃（りゅうおうげき）
『ウルIV』オメガエディションにて使用可能。発生が遅く隙は大きいがアーマーブレイク属性で、「烈火拳」の3段目に似たダメージの高い強烈な裏拳を放つ。判定は広く、タイミング次第では対空技にもなる。EX版ではヒット時に相手を壁バウンドさせる。
昇炎竜（しょうえんりゅう）
『ウルIV』オメガエディションにて使用可能。ボディブローを放ったのち、逆の腕で炎を纏ったアッパーを繰り出して相手を打ち上げる。攻撃がヒットして浮き上がった相手には「熾炎脚」などで追撃が可能。

### スーパーコンボ
烈火真拳（れっかしんけん）
「烈火拳」の1段目・2段目を交互に2回出し、5段目に「烈火拳」3段目の裏拳で締めるスーパーコンボ。『スパIIX』では無敵時間が非常に長く（5段目が出るまで持続する）技が終わるまでは相手の一切の攻撃を受けつけないうえ、ガードされた後の隙も小さく5段目が空振らなければ反撃を受けることはない。その反面、突進距離が短く（5回の攻撃の合計移動距離が、小烈火拳3回分より少し長い程度）、5段全てを当てるにはかなり接近した状態で出さねばならない。
『ZERO3』ではX-ISM対応スーパーコンボとなっているが、無敵時間などの技性能はマイルドに調整されている。
『ウルIV』オメガエディションでは4発目で相手を浮かせ、締めに3ヒットする炎を纏った裏拳を繰り出す。
熾炎連脚（しえんれんきゃく）
『ZERO3』で追加されたスーパーコンボ。回転数の増えた「熾炎脚」を繰り出す。ボタン連打とレバー入力でヒット数が増やせる。Z-ISMでのみ使用可能。
龍八砕（りゅうはっさい）
『ZERO3』で追加されたLV3専用スーパーコンボで、ゲームの取扱説明書には書いていない隠し技であった。その場で炎を纏った崩拳を突き出し、ヒットすると懐に飛び込んでアッパーで吹っ飛ばし、とどめに飛び蹴りを決める。LV3専用技としては威力は低めだが、崩拳をほんの先端で当てるようにするとアッパーの前に激しい連撃が加わり、威力が増す（『ZERO3↑↑』ではさらに威力が上方修正された）。「熾炎連脚」と同じく、Z-ISMでのみ使用可能。

### ウルトラコンボ
烈火真撃（れっかしんげき）
「烈火拳」や「烈火真拳」の強化版。『ストIV』のウルトラコンボにして、『スパIV』のウルトラコンボ・Iでもある。「烈火拳」の後に無数の連撃を入れ、アッパーで打ち上げた後に炎をまとった鋭い跳び蹴りで相手を貫く。前述の「龍八砕」のクリーンヒット版と演出は似ているが、間合いなどのシビアな条件がないため、実用に耐えうる。
逆鱗拳（げきりんけん）
『スパIV』のウルトラコンボ・II。相手を挑発する台詞と共に身構え、攻撃してきた相手の足を蹴りで崩し、拳の連撃を与えた後、ワンインチパンチでとどめを刺すカウンター技（いわゆる「当て身」）。ワンインチパンチを食らった相手は体が浮きあがるほど大きくのけぞった後、前のめりに崩れ落ちる。

## 他のメディアでのフェイロン
アニメ映画『ストリートファイターII MOVIE』ではプロレスラーの船木誠勝が声優を務めた。劇中でリュウと対決し、序盤は優勢だったが防御を疎かにしている点を突かれ、四方投げで右腕を脱臼させられる。それでも闘志は衰えず、切り札の「熾炎脚」を繰り出しヒットさせるが決まり手とならず、落下中の隙に「竜巻旋風脚」を喰らい敗れた。試合後リュウにシャドルーのことを告げ、再会を願いつつ別れる。
テレビアニメ『ストリートファイターII V』では春麗の友人であり、銅昴（春麗の父）の弟子という設定で出番が多い。ゲーム版とは髪型が異なる。声優は矢尾一樹。
橋口隆志執筆の『ストII爆笑!!4コマギャグ外伝』（小学館発行）では、トイレのドアを「烈火拳」でノックしたり、勝利時などに見せる身震いが乗っているジェット旅客機を異常振動させるなど、熱血漢の面が強調されていた。当初は語尾が「〜ね!」などで統一されていたが、次第に「〜あるね!」に変わっていった。
伊藤真美執筆の『ストリートファイターIIコミックアンソロジー』（新声社発行）の短編漫画『ホリディ・マーチ』では、キャミィと春麗にボディーガードを頼んでいるが、実際は春麗（追加でキャミィも）を女優にスカウトするための仕掛けものであったために、2人からダブルキックをくらってしまう。同筆者の『SUPER STREET FIGHTHRII X 外伝』では『コミックゲーメスト』に主役がフェイロンの漫画があったが、諸事情で新声社からの発行は無かった。2011年徳間書店発行の『SUPER STREET FIGHTERIIX HARD SPIN OFF』で「FEI LONG」という題名で、上記の『ホリディ・マーチ』込みで復刻した。
中平正彦執筆の『スーパーストリートファイターII キャミィ外伝』（小学館発行）では、格闘大会の予選会場でキャミィに自分をアピールするが、相手にしてもらえなかった。

## その他
実写映画『ストリートファイター』には登場しないが、同作をゲーム化したアーケードゲーム『ストリートファイター ザ・ムービー』では、「DUNGEON」ステージの背景で本来ならエドモンド本田とキャミィが捕まっている場面で、彼らのどちらかが戦っていると代わりに澤田謙也が演じるフェイロンが捕まっている（キャプテン・サワダとの兼役）。背景のみの登場であり、プレイヤーキャラクターとしては登場しない。
『スパII』と『スパIIX』でのフェイロンのホームステージの旗は返還前の香港のものだったが、『ハイパーストリートファイターII』では中国の五星紅旗になっている。
2017年10月に11ヶ国を対象として行われた『ストリートファイター』シリーズの「第1回 キャラクター人気投票」では19位を記録。

## 登場作品
- スーパーストリートファイターII
  - スーパーストリートファイターIIX
  - ハイパーストリートファイターII
- ストリートファイターZERO3（家庭用のみ）
  - ストリートファイターZERO3↑（アッパー）
  - ストリートファイターZERO3↑↑（ダブルアッパー）
- SNK VS. CAPCOM 激突カードファイターズ全シリーズ（トレーディングカードゲーム版も含む）
- ストリートファイターIV（家庭用のみ）
  - スーパーストリートファイターIV
  - スーパーストリートファイターIV ARCADE EDITION
  - ウルトラストリートファイターIV

### 背景での出演
ストリートファイターZERO2
ダンステージ「香港・テンプルストリート」の背景に立っている。
ポケットファイター
中華街ステージの背景でラーメンを食べている。また、フェリシアのエンディングにも登場する。
CAPCOM FIGHTING Jam
香港ステージの背景に立っている。
ストリートファイター ザ・ムービー
前述のように「DUNGEON」ステージの背景で特定条件を満たすと捕まっている。

## 配役

### 声優
- 船木誠勝 - 『ストリートファイターII MOVIE』
- 矢尾一樹 - 『ストリートファイターII V』
- 鳥海浩輔 - 『ストリートファイターZERO3』
- 中村悠一 - 『ストリートファイターIV』
- マシュー・マーサー - 『ストリートファイターIV』（英語ボイス）

### 俳優
- 澤田謙也 - 『ストリートファイター ザ・ムービー』（背景）